# Station F
 (février 2023).

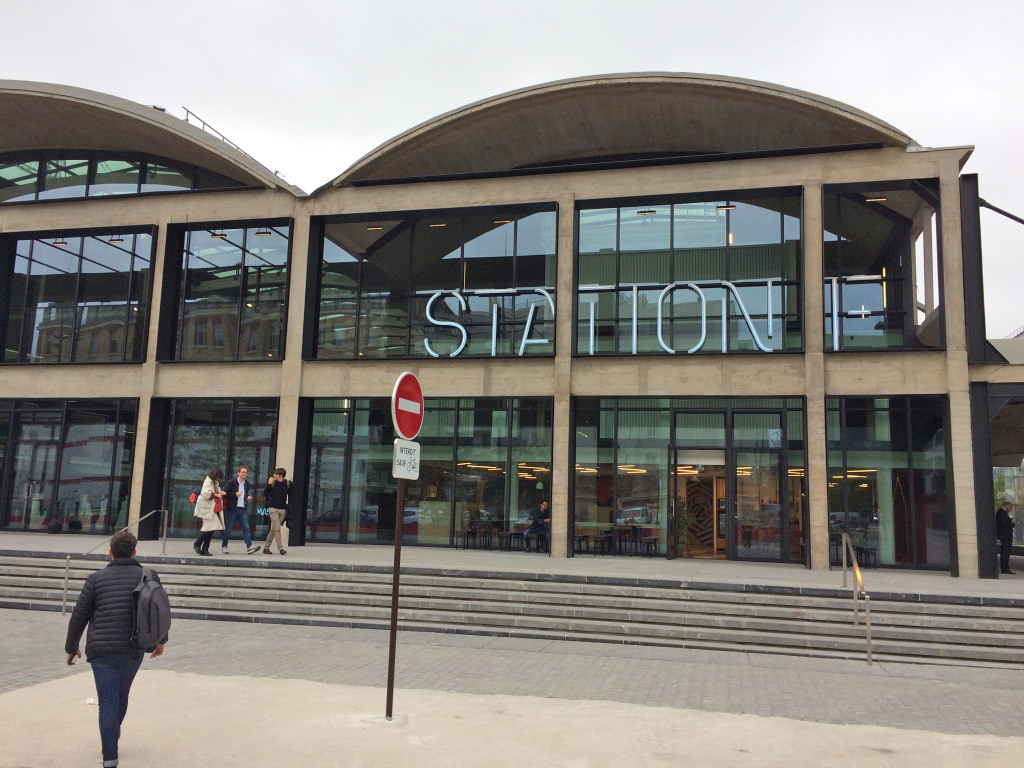
Entrée du bâtiment.

Station F est un campus de startups inauguré le 29 juin 2017, réparti sur 34 000 mètres carrés situés dans la halle Freyssinet, à Paris (France). Il a été créé par Xavier Niel et est dirigé par Roxanne Varza. Il s'agit du plus grand campus de startups au monde.

## Historique du projet
Le 18 juin 2013, Le Monde et Challenges révèlent que Xavier Niel, le fondateur de Free, devrait acquérir la halle Freyssinet pour un montant d’environ 70 millions d’euros. L'opération s'effectue effectivement le 23 septembre 2013. La halle Freyssinet est temporairement rachetée par la ville de Paris à la SNCF. Pour ce faire, la ville de Paris use de son droit de préemption, puis revend le terrain à Xavier Niel (avec une participation minoritaire de la Caisse des dépôts et consignations pour 70 millions d’euros environ[réf. souhaitée]). Les frais des travaux à effectuer sont estimés à 60 millions d’euros supplémentaires par Fleur Pellerin, la ministre déléguée à l’Économie numérique. Cette opération permet à la halle Freyssinet d’accueillir le projet d’incubateur numérique de la municipalité pour des start-up et des entreprises innovantes. Les travaux d'aménagement de la halle commencent en 2014 et l'incubateur numérique est opérationnel en 2017. Xavier Niel finance le projet à 90 % et investit 250 millions d'euros. La Halle, dont la rénovation est confiée à l'architecte Jean-Michel Wilmotte, doit devenir une structure d'accueil pour un millier de start-ups innovantes dès 2016. Cela en ferait le plus gros incubateur du monde, « une première mondiale à cette échelle, un épicentre urbain à la fois créateurs d'emplois et d'innovations au service des Parisiens », selon la ville de Paris.
Le président de la République, François Hollande, pose le 22 octobre 2014 la première pierre (issue d'une impression 3D). Il assure alors que ce bâtiment « [va] devenir un des lieux qui fera de Paris [...] l'une des capitales du numérique dans le monde ».
La Station F est inaugurée le 29 juin 2017 par sa directrice Roxanne Varza, en compagnie du président de la République, Emmanuel Macron, et de la maire de Paris, Anne Hidalgo,.
Le 11 février 2025, Station F accueille la journée « Business Day » du Sommet de Paris sur l'intelligence artificielle (2025) destinée aux entreprises, avec des présentations et des discussions sur les opportunités économiques de l'IA, et le passage de Sam Altman, le patron d'OpenAI, ici interrogé par Clara Chappaz (Ministre déléguée, chargée de l'intelligence artificielle).

## Le campus
Le campus Station F s'étend sur 34 000 mètres carrés et héberge une zone startup de plus de 3 000 stations de travail, un marché, 26 programmes internationaux d'accompagnement et d'accélération, des espaces événementiels et plusieurs lieux de restauration. Le bâtiment dispose d'espaces de réunions, d'un restaurant, de trois bars et d'un auditorium de 370 places. Dans l'incubateur sont également présents des services indispensables au fonctionnement des startups : des fonds d'investissement, un fab lab, des imprimantes 3D et des services publics.
Le bâtiment est divisé en trois grands espaces : la zone Create, pour travailler, la zone Share, pour échanger, et la zone Chill. La zone Chill a ouvert en mai 2018 avec un restaurant géré par la société Big Mamma et baptisé La Felicità.
Station F s'est notamment tourné vers Cider pour l'aménagement de ses salles de réunion et de son magasin éphémère.
La gestion des déchets sur le site se veut exemplaire. Le groupe TGW, responsable du recyclage, accompagne les startups dans une meilleure gestion de leurs déchets.

## Le fonctionnement
Le coût de fonctionnement annuel du site est estimé à 7 à 8 millions d'euros.
Les startups qui souhaitent avoir des locaux à Station F doivent postuler à l'un des programmes proposés à Station F (cf. Programmes ci dessous).

### Les partenaires

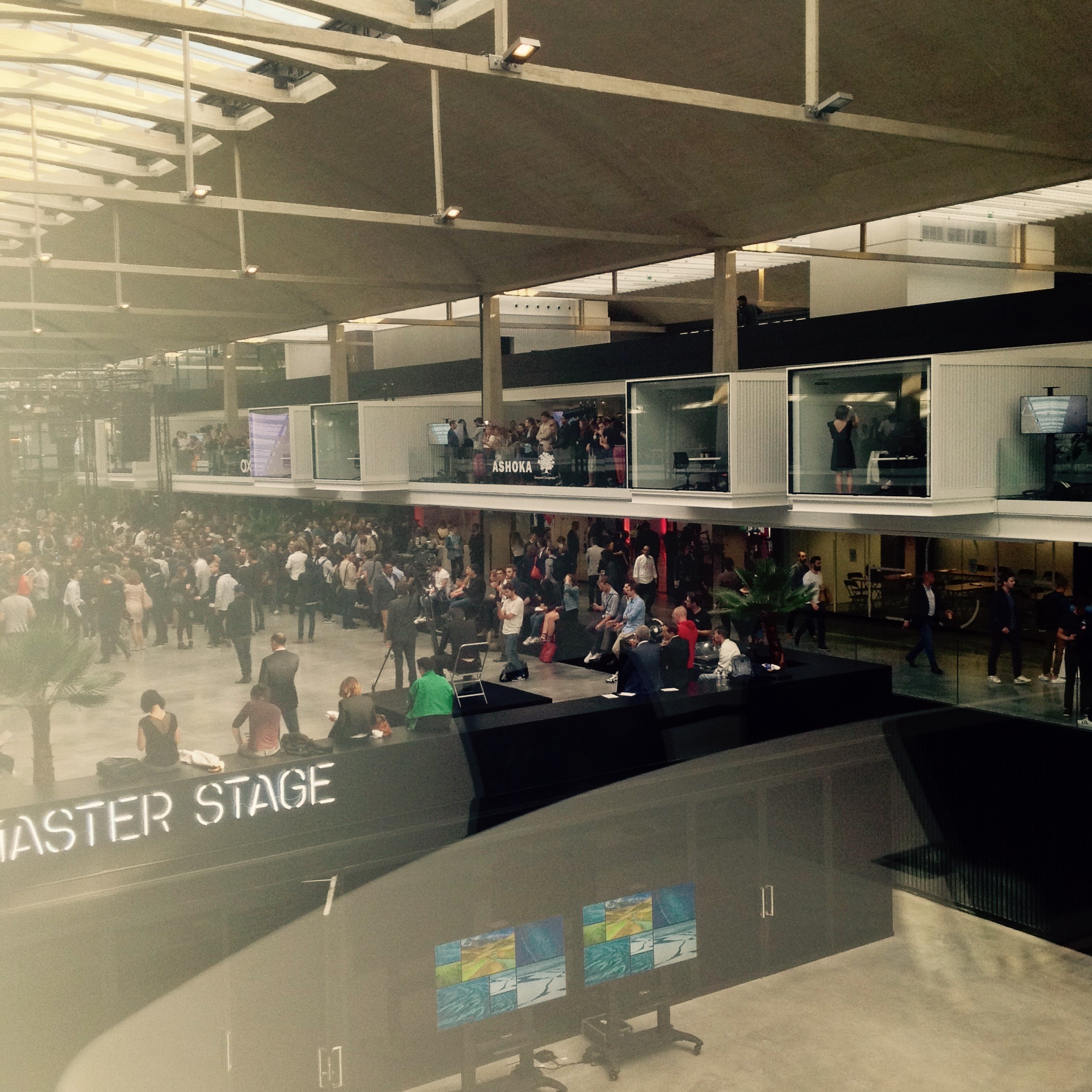
Station F, halle Freyssinet, Paris.

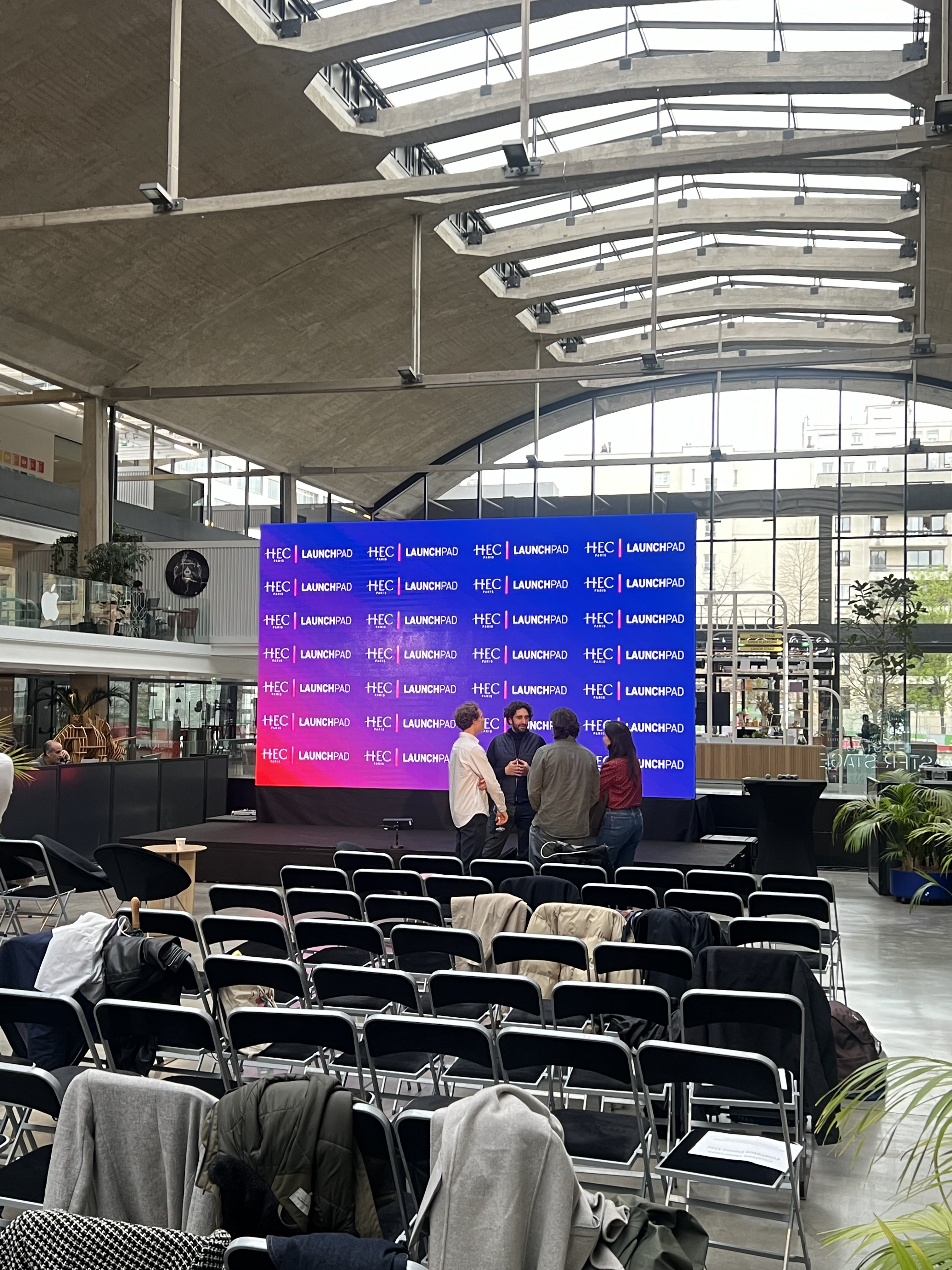
HEC Paris, journée de lancement 2024.

Microsoft et Facebook ont signé des accords de partenariats et seront présents au sein de Station F afin d'offrir aux startups des services dédiés. Ils rejoignent l'association d'entreprises innovantes Le Numa, le réseau d'étudiants entrepreneurs Schoolab, trois grandes écoles de commerce (HEC, INSEAD et l'EDHEC), deux grandes écoles d'ingénieur (École nationale supérieure d'arts et métiers et École nationale des ponts et chaussées), et l'entreprise Vente-privee.com.
L'action de Microsoft portera essentiellement sur l'accompagnement des startups travaillant sur l'intelligence artificielle.
Parmi les partenaires se trouvent notamment Thales, pour la cybersécurité, ainsi qu'Amazon et Ubisoft.
Liste exhaustive des partenaires possédant un espace destiné aux startups de Station F (septembre 2018) :
- ADN_ x IFM
- École nationale supérieure d'arts et métiers
- Ashoka
- BNP Paribas
- Chain Accelerator
- HEC
- EDHEC
- Facebook
- French Tech Central
- Groupe Schumacher[19]
- INSEAD
- Impulse Lab
- Havas Group
- iPEPS / ICM
- L'Oréal
- Microsoft
- Naver / Line
- Numa
- Oui Créa
- Outre-Mer Network
- Pépite Starter IDF
- ShakeUp Factory
- TF1
- Thales
- Ubisoft
- Usine IO
- Vente privée
- Via-ID
- ZenDesk

La fondation La France s'engage est également présente dans l'espace Share, depuis 2017. Elle finance des projets d'innovation sociale.

### Les programmes
Les différents partenaires listés ci-dessus offrent chacun un programme spécialisé.
Deux programmes sont proposés en direct par Station F pour les candidats entrepreneurs : 
- le Founders Program : un programme d'accompagnement qui permet en cas d'admission de bénéficier des services de Station F moyennant un abonnement annuel
- le Fighters Program : un programme d'accompagnement proposé gratuitement pendant six mois aux entrepreneurs n'ayant pas effectué un parcours scolaire en grandes écoles[21].

Un autre programme, le Fellowship program, a été supprimé en août 2018.

## Les classements de Station F
Station F décerne chaque année différents prix aux startups de son campus :
- Station F Top 30[23]
- Future 40[24]

## Critiques
Selon la journaliste Léa Lejeune, cette pépinière de start-uppers peine à convaincre ses occupants, déçus par ses services.